# Leroy Fletcher Prouty
Leroy Fletcher Prouty (24 de enero de 1917 - 5 de junio de 2001)  fue un  coronel en la  Fuerza Aérea de Estados Unidos, autor, banquero, y crítico de la política exterior de Estados Unidos, especialmente en lo concerniente a la Agencia Central de Inteligencia. Sirvió de inspiración para el misterioso señor "X" de la película JFK, de Oliver Stone.

## Carrera militar
Tiene una carrera militar de 23 años, alcanzando el rango de Coronel, incluyendo años en el Pentágono (1955-1964) sirviendo con el Joint Chiefs of Staff, Secretario de Defensa de Estados Unidos y la Fuerza aérea.  Sirvió de oficial de enlace del Pentágono con la CIA, donde obtuvo conocimiento íntimo de lo que relata en sus libros. También fue Administrador y Director de Relaciones Públicas para Amtrak durante los 1970's, Y Director de la National Railroad Foundation y del Museo Ferroviario.

### Crítico de la CIA
Es un famoso crítico de la CIA en lo que apunta a su influencia en las materias globales, fuera del control del Congreso y aun del Gobierno norteamericano. Sus trabajos detallan la formación y el desarrollo de la CIA, los orígenes de la Guerra Fría, el incidente del U-2, la Guerra de Vietnam, y el asesinato de John F. Kennedy. El Libro de Prouty  JFK une todos estos eventos y argumenta que una "élite global" está en marcha.

### Asesor de la película JFK
Prouty sirvió de asesor en la película de Oliver Stone JFK, y fue la inspiración para el misterioso Señor "X", interpretado por Donald Sutherland, que asiste a Jim Garrison en la película explicándole la trama oculta de la conspiración. Garrison y Prouty estuvieron en contacto durante la investigación; sin embargo, jamás se encontraron personalmente, como se muestra en la película. Cree que Kennedy fue asesinado por fuerzas relacionadas al  Banco de la Reserva Federal  porque Kennedy los estaba atacando.

### Escritor acerca de Ferrocarriles
Prouty fue autor de muchos artículos acerca de Ferrocarriles, incluyendo los artículos  Railroad Engineering y  Foreign Railroad Technology para las Enciclopedias  McGraw-Hill .

## Controversia
Suscribe la teoría de que el Petróleo no es derivado de los fósiles, sino de depósitos de carbón (Teoría del Origen del petróleo abiogénico)
Asume que el  KAL 007 fue derribado por un dispositivo explosivo plantado por la  CIA ,  en vez de un interceptor soviético.